# 에벤 바이어스
에벤저 맥버니 바이어스(Ebenezer McBurney Byers, 1880년 4월 12일 ~ 1932년 3월 31일)는 미국의 사교계 명사, 스포츠맨, 산업가였다. 그는 1906년 골프 U.S. 아마추어에서 우승했다. 그는 물에 라듐 염을 녹여 만든 특허의약품인 라디소르(Radithor) 1400병을 마신 후 턱뼈암으로 사망했다.

## 생애

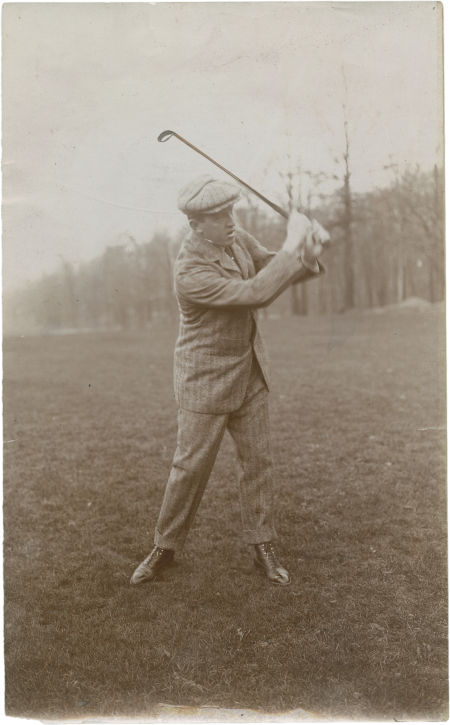
1920년대 에벤 바이어스

산업가 알렉산더 바이어스의 아들인 에벤 바이어스는 세인트 폴 학교와 예일 대학교에서 교육을 받았다. 그는 스포츠맨으로서 명성을 얻었고 예일 불독스 골프 팀에서 뛰었다. 바이어스는 1902년과 1903년에 준우승을 차지한 후 1906년 U.S. 아마추어 골프 챔피언이었다. 바이어스는 결국 그의 아버지가 설립한 지라드 철강회사의 회장이 되었다.
1927년, 바이어스는 철도 침대칸에서 떨어져 팔을 다쳤다. 계속되는 통증 때문에 의사는 그에게 윌리엄 J. A. 베일리가 제조한 특허의약품인 라디소르를 복용하라고 제안했다. 베일리는 하버드 대학교 중퇴자로 의사라고 거짓 주장하며 라듐 용액인 라디소르 판매로 부자가 되었는데, 이것이 내분비계를 자극한다고 주장했다. 그는 의사들에게 처방된 각 복용량에 대해 1/6의 뒷돈을 제공했다.
바이어스는 라디소르를 하루에 여러 번 복용하기 시작했는데, "활력 있는 느낌"을 준다고 믿었다. 그러나 1930년 10월 (약 1400회 복용 후) 그 효과가 사라지자 복용을 중단했다. 그는 체중이 줄고 두통을 겪었으며, 이가 빠지기 시작했다. 1931년, 연방거래위원회는 그에게 그의 경험에 대해 증언해 달라고 요청했지만, 그는 너무 아파서 여행할 수 없었다. 그래서 위원회는 변호사를 그의 집으로 보내 진술을 받게 했다. 변호사는 바이어스의 "앞니 두 개를 제외한 그의 위턱 전체와 아래턱의 대부분이 제거되었다"고 보고했고, "그의 몸에 남아있는 모든 뼈 조직이 부패하고 있었으며, 실제로 두개골에 구멍이 생기고 있었다"고 보고했다.
1932년 3월 31일 그의 사망은 당시 용어로는 "방사선 중독"으로 분류되었지만, 급성방사선증후군이 아닌 암 때문이었다. 라듐은 알파, 베타, 감마 방사선을 방출하는 것으로 알려져 있다. 알파 방사선은 투과력이 낮아 일반적으로 위험하지 않지만, 라디소르 형태로 라듐을 섭취하면 뼈에 축적될 수 있다. 피부에 의한 차폐가 없으면, 고도로 이온화된 알파 방사선이 극심한 수준의 국소적인 세포 손상을 일으킬 수 있었고, 이것이 궁극적으로 바이어스의 암과 사망으로 이어졌다. 그는 펜실베이니아주 피츠버그의 앨러게니 묘지에 납으로 된 관에 안장되었다.

## 유산
바이어스의 사망은 많은 언론의 주목을 받았고, 이는 방사성 "치료"의 위험성에 대한 인식을 높였다.
연방거래위원회는 베일리의 사업에 대해 "라디소르의 치료 가치에 대한 이전의 여러 주장들을 중단하고, 라디소르 제품이 무해하다고 주장하는 것을 중단하라"는 명령을 내렸다. 그는 나중에 뉴욕에 "라듐 연구소"를 설립하고 방사성 벨트 클립, 방사성 문진, 그리고 물을 방사성으로 만든다고 주장하는 장치를 판매했다.
1965년 바이어스의 시신을 발굴한 후, MIT 물리학자 로블리 에번스는 바이어스의 총 라듐 섭취량을 약 1000 μ퀴리 (37 메가Bq)로 추정했으며, 이 중 절반은 라듐-226에서, 나머지 절반은 고방사성 메소토륨 (라듐-228)에서 유래했다. 에번스 박사는 또한 라듐 다이얼 페인터들을 연구했으며, 바이어스와 비슷하지만 약간 더 높은 섭취량을 가진 한 명의 사례를 연구할 수 있었다.

## 주요 선수권 대회

### 아마추어 우승
| 연도 | 챔피언십      | 우승 기록 | 준우승      |
| ---- | ------------- | --------- | ----------- |
| 1906 | U.S. 아마추어 | 2 up      | 조지 라이언 |

### 결과 타임라인
| 대회                 | 1900 | 1901 | 1902 | 1903 | 1904 | 1905 | 1906 | 1907 | 1908 | 1909 |
| -------------------- | ---- | ---- | ---- | ---- | ---- | ---- | ---- | ---- | ---- | ---- |
| US 오픈              |      |      |      |      |      |      |      |      | CUT  |      |
| U.S. 아마추어        | R16  | R16  | 2    | 2    | R16  | QF   | 1    | SF   | QF   |      |
| 디 아마추어 챔피언십 |      |      |      |      | R32  |      |      | R128 |      |      |
| 대회                 | 1910 | 1911 | 1912 | 1913 | 1914 | 1915 | 1916 | 1917 | 1918 | 1919 |
| U.S. 아마추어        | R32  | R32  | R32  | R16  | R16  | R32  | R32  | NT   | NT   | DNQ  |
| 대회                 | 1920 | 1921 | 1922 | 1923 | 1924 | 1925 | 1926 |      |      |      |
| U.S. 아마추어        | DNQ  |      |      |      |      |      | DNQ  |      |      |      |

참고: 바이어스는 매스터스 토너먼트가 창설되기 전에 사망했으며, 디 오픈 챔피언십에 출전한 적이 없다. 아마추어였기 때문에 PGA 챔피언십에는 출전할 수 없었다.

NT = 대회 없음

DNQ = 매치 플레이 부분에 진출하지 못함

R128, R64, R32, R16, QF, SF = 매치 플레이에서 선수가 패배한 라운드
U.S. 아마추어 자료 출처: USGA 챔피언십 데이터베이스
1904년 브리티시 아마추어 자료 출처: Golf, 1904년 7월, 6쪽.
1907년 브리티시 아마추어 자료 출처: 더 글래스고 헤럴드, 1907년 5월 29일, 12쪽.

## 같이 보기
- 방사능 사기
- 앨버트 스티븐스

## 더 읽어보기
- Macklis, Roger M. (August 1993). 《The Great Radium Scandal》. 《사이언티픽 아메리칸》 269. 94–99쪽. Bibcode:1993SciAm.269b..94M. doi:10.1038/scientificamerican0893-94. PMID 8351514.